# Zuhören
Zuhören bedeutet, dass zum rein körperlichen Vorgang des Hörens zusätzlich die Aufmerksamkeit auf das akustische Signal gerichtet wird. Neben der akustischen Botschaft würden aber auch visuelle Reize sowie Informationen über die Schallquelle und die soziale Situation verarbeitet.
Dabei können Zuhörsignale gezeigt werden. Je nach Art der Zuhörsignale unterscheidet man folgende Formen des Zuhörens:
- passives Zuhören
- Echo-Technik
- Paraphrasierung
- aktives Zuhören
- SET-Kommunikation
- Validieren (Psychotherapie)
- Validation (Pflege)
- TQ3L-Methode – Eine Methode zu Verbesserung der Zuhör- und Lernfähigkeit.[4] Sie ähnelt der SQ3R-Methode und der PQ4R-Methode zum effektiven Lesen.[5][6]